# U Thant
Maha Thray Sithu U Thant (Pantanaw, 22 gennaio 1909 – New York, 25 novembre 1974) è stato un diplomatico birmano, terzo segretario generale delle Nazioni Unite dal 1961 al 1971.

## Carriera politica
Rimasto orfano di padre a quattordici anni, visse insieme ai tre fratelli un'adolescenza caratterizzata da ristrettezze economiche. All'università, dove studiava storia, conobbe il futuro presidente U Nu che lo incluse nel proprio entourage politico.
Dopo il riconoscimento dell'indipendenza della Birmania (1948) fu ministro dell'Informazione (1949-1953), segretario del primo ministro U Nu (1953-1957) e infine rappresentante permanente del suo paese all'ONU (1957).

## Segretario dell'ONU
È stato il terzo Segretario generale delle Nazioni Unite, dal novembre 1961 al dicembre 1971. Fu scelto come sostituto di Dag Hammarskjöld, morto in un incidente aereo nel settembre 1961. Nei dieci anni in cui guidò l'ONU, U Thant dovette fare da negoziatore in occasione di numerose crisi (Cuba, Cipro, Rhodesia, Israele) e tentò inoltre di sciogliere i nodi della guerra del Vietnam. Durante il suo mandato, fu criticato per la sua attività diplomatica nel settore mediorientale.
Quando il 18 maggio 1967 Gamal Abdel Nasser chiese la partenza dei caschi blu dell'ONU dall'Egitto, U Thant accettò. Gli elmetti blu erano stati accettati dall'Egitto nel 1956, ma ora veniva chiesta la loro rimozione perché ormai Nasser si sentiva più forte di Israele (disse Nasser: "Quando abbiamo creduto di poter affrontare da soli Israele, nel caso di un attacco alla Siria, i caschi blu non significavano più nulla").
A quanto si seppe da Yitzhak Rabin, Nasser non avrebbe chiesto il ritiro totale, ma uno spostamento e un ritiro parziale. Ma U Thant lo mise di fronte a una scelta netta: o tutto o niente. Per di più rese pubblica tale alternativa, anziché comunicarla privatamente a Nasser. Mise perciò il presidente egiziano di fronte alla responsabilità diretta di un eventuale attacco a Israele.
Visto l'esito della successiva Guerra dei sei giorni, in cui la forza bellica di Israele si dimostrò molto al di sopra di quella stimata da Nasser e dello stesso esercito egiziano, si capisce chiaramente che il terzo Segretario Generale dell'ONU non intese affatto, come molti all'inizio pensarono, fare a Nasser un regalo in omaggio alla solidarietà del "terzo mondo".

## Ultimi anni
Già il 23 gennaio 1971 aveva affermato di non essere interessato a un terzo mandato come Segretario dell'ONU. Il 21 dicembre dello stesso anno, quando il suo successore (Kurt Waldheim) era già stato scelto, U Thant si dimise dall'incarico con una decina di giorni d'anticipo rispetto alla scadenza naturale del mandato.
Visse gli ultimi anni della sua vita a New York, dove morì all'età di 65 anni a causa di un cancro ai polmoni. La giunta militare birmana rifiutò di tributargli l'onore del funerale di Stato.